# Matylda Ostojska
Matylda Ostojska (ur. 11 maja 1990) – polska szablistka, mistrzyni Europy z 2008 r. w drużynie. Wychowanka Dragona Łódź, obecnie zawodniczka AZS AWF Warszawa.